# Uzovské Pekľany
Uzovské Pekľany jsou obec na Slovensku v okrese Sabinov. První písemná zmínka o obci pochází z roku 1337.
Dne 20. července 1998 obec postihla povodeň, která zde a v okolních obcích připravila o život celkem 50 lidí.

## Polohopis

### Části obce
Pustiňa, Horní konec, Dolní konec, Kamence

### Vodní toky
Přes obec protéká říčka Malá Svinka.

## Kultura a zajímavosti

### Pomníky
- Pomník obětem povodně z 20. července 1998

### Pravidelné akce
- Novoroční výstup na místní kopec Kamenná.

## Doprava
- Infrastruktura obce je na slabé úrovni. Dominuje silniční doprava. Ostatní typy doprav této obci nejsou zastoupeny.